# Ventalon en Cévennes
Ventalon en Cévennes is een gemeente in het Franse departement Lozère (regio Occitanie). De plaats maakt deel uit van het arrondissement Florac. Ventalon en Cévennes is op 1 januari 2016 ontstaan door de fusie van de gemeenten Saint-Andéol-de-Clerguemort en Saint-Frézal-de-Ventalon. De gemeente telde 258 inwoners op 1 januari 2022.

## Geografie
De oppervlakte van Ventalon en Cévennes bedroeg op 1 januari 2022 23,75 vierkante kilometer; de bevolkingsdichtheid was toen 10,9 inwoners per km².

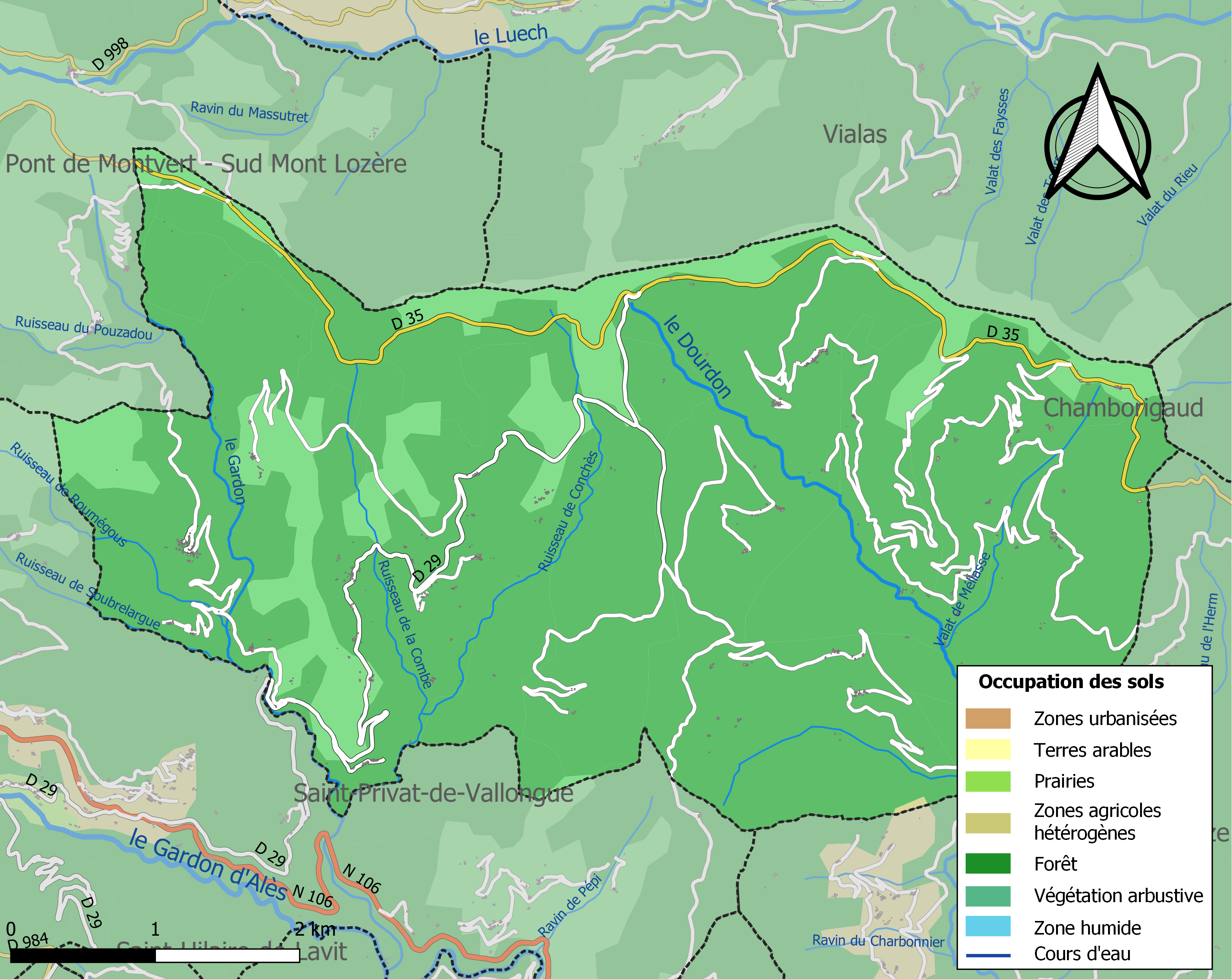
Kaart van de gemeente met de belangrijkste infrastructuur, bodemgebruik en omliggende gemeenten